# We Found Love (video âm nhạc)
Video âm nhạc của đĩa đơn năm 2011 "We Found Love" của nữ ca sĩ người Barbados Rihanna được đạo diễn bởi Melina Matsoukas. Việc bấm máy quay diễn ra từ ngày 26 đến ngày 28 tháng 9 năm 2011, tại khu New Lodge thuộc thành phố Belfast, Anh và tại thị trấn Bangor, thuộc hạt County Down, Bắc Ireland. Nhiều người lái xe xung quanh vị trí của phim trường đã từng báo cáo cho đài truyền hình BBC về việc giao thông khu vực này bị tắc nghẽn vì các tài xế muốn được gặp ca sĩ. Video được phát hành vào ngày 19 tháng 10 năm 2011, và được phát hành dưới dạng tải kỹ thuật số vào ba ngày sau, tức ngày 22 tháng 10. Tính đến tháng 4 năm 2018, video đã tích luỹ được hơn 780 triệu lượt xem trên YouTube.
Video bắt đầu bằng một đoạn độc thoại của nữ người mẫu thời trang Agyness Deyn. Ở những cảnh tiếp theo, Rihanna và người bạn tình (do Dudley O'Shaughnessy thủ vai) được cho là lúc thì yêu thương, lúc thì giận hờn nhau vì họ đang trải qua nhiều trắc trở trong mối quan hệ tình cảm của họ. Sau khi đã chịu đựng đủ những hậu quả của các loại thuốc gây nghiện tiêu khiển và bạo lực thể chất gây ra cho nữ ca sĩ, cô quyết định rời bỏ bạn trai sau khi phát hiện cảnh bạn trai bất tỉnh nhân sự tại căn hộ nơi hai người sinh sống. Cô cho rằng cô đã chịu đựng mối quan hệ độc hại này quá đủ rồi. Nam DJ người Scotland Calvin Harris cũng góp mặt trong video với vai diễn của một DJ chơi nhạc ở một bữa tiệc ngoài trời. Video có những cảnh quay ám chỉ đến văn hoá đại chúng, như các chủ đề phim ảnh, và nội dung của các video âm nhạc của các nghệ sĩ khác.
Nhiều nhà phê bình cho rằng video này giống như một bộ phim ngắn. Họ đã so sánh nó với nội dung các bộ phim như Lối sống đồi trụy và Nguyện cầu cho một giấc mơ. Một số nhà phê bình khác cũng đã so sánh nội dung của video với nội dung các video âm nhạc của các đĩa đơn "S&M" và "Man Down" của Rihanna. Ngoài những ý kiến tích cực, video còn gây nhiều tranh cãi giữa các nhóm người hoạt động xã hội. Các mục sư Công giáo như Brandon Ward, John Colonnello và Quỹ Ung thư Ulster đã chỉ trích video vì hình tượng nhân vật của Rihanna – một nhân vật thích quan hệ tình dục, thích sử dụng các loại thuốc phiện bất hợp pháp và hút chích. Vì lý do trên, video đã bị cấm phát sóng trước 10 giờ tối trên truyền hình tại Pháp. Video đã đoạt Giải Grammy ở hạng mục Giải Grammy cho Video hình thái ngắn xuất sắc nhất và Giải thưởng Video âm nhạc của MTV ở hạng mục Video của năm. Tiếp đó, video đạt được vị trí thứ nhất trên bảng xếp hạng Polish Top Airplay TV Chart tại Ba Lan.

## Phát triển

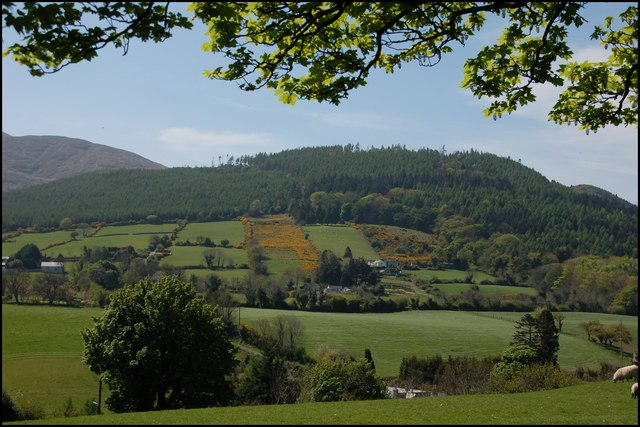
Một trong những bối cảnh trong video là một cánh đồng ở County Down, Bắc Ireland. Các nhà làm phim đã phải tạm dừng việc ghi hình vì chủ ruộng đất, Alan Graham, cảm thấy khó chịu khi Rihanna cởi trần trên đất của mình.

Video âm nhạc "We Found Love" được bấm máy quay từ ngày 26 đến ngày 28 tháng 9 năm 2011, ở County Down, Bắc Ireland. Video lấy bổi cảnh tại một cánh đồng ở thị trấn Bangor, County Down, được quay trước khi Rihanna bắt tay vào chặng lưu diễn ở châu Âu của chuyến lưu diễn Loud Tour (2011), và tại khu New Lodge, Bắc Belfast. Video do Melina Matsoukas làm đạo diễn, người trước đó là đạo diễn của video âm nhạc của đĩa đơn "Rude Boy" (2010) và video gây nhiều tranh cãi của "S&M" (2011). Trong suốt thời gian ghi hình, nhiều tài xế xung quanh vị trí phim trường đã báo lại cho đài BBC về vụ việc giao thông nơi đây bị tắc nghẽn vì các tài xế khác muốn được gặp nữ ca sĩ. Những hình ảnh Rihanna mặc một chiếc áo nửa người rằn đỏ, một chiếc áo sơ mi làm từ vải flannel dài, và một chiếc quần bò "dirty denim" (quần bò lấm lem bùn đất), là bộ trang phục mà nữ ca sĩ đã mặc trên bìa của đĩa đơn, bị phát tán trên mạng vào cùng ngày. Bộ trang phục gồm một bộ áo tắm hai mảnh có hoạ tiết quốc kỳ Hoa Kỳ, một cái áo gilê và một cái quần bò rách là một trong những bộ tranh phục mà Rihanna đã mặc trong video âm nhạc. Chủ sở hữu cánh đồng, một nông dân và hội viên của Đảng Hợp nhất Dân chủ quận North Down Borough Council Alan Graham, đã thể hiện sự khó chịu đối với đoàn làm phim sau khi thấy cảnh Rihanna cởi trần trên cánh đồng của mình. Ông phát biểu: "Khi việc quay phim trở thành một điều mà tôi lo lắng và nó không thể chấp nhận được, tôi đã yêu cầu dừng lại ... Tôi thấy rõ ràng việc quay phim làm tôi khó chịu và tôi yêu cầu họ dừng lại. Họ đã làm theo".
Vào ngày 28 tháng 9 năm 2011, vị trí phim trường được chuyển sang một nơi kín đáo hơn ở khu cải tạo Titanic Quarter, Belfast. Nhiếp ảnh gia và người hâm mộ bị cấm theo dõi nữ ca sĩ tại nơi này.
Những vai phụ trong video đều không được tiết lộ cho những diễn viên đóng những vai đó cho đến khi việc ghi hính bắt đầu, với mục đích là giữ nội dung của video càng bí mật càng tốt. Nói về nội dung của video, Rihanna đã đăng một dòng thông điệp trên Twitter nói rằng: "Tôi thực sự không thể ngừng nghĩ đến video mà chúng tôi vừa mới quay xong. Đơn giản đây là video hay nhất mà tôi đã từng làm cho đến nay!" Rihanna tiết lộ thêm về nội dung của video như sau: "Chúng tôi chưa bao giờ làm một video như thế này. Đây có thể là một trong những video sâu sắc nhất mà tôi từng làm ... nó nói về tình yêu và sự yêu thích khi trở thành một thứ thuốc phiện, mọi người sẽ hiểu ra nội dung video từ đây."

## Tóm tắt
Video bắt đầu bằng một đoạn hội thoại bởi nữ người mẫu thời trang Agyness Deyn. Đoạn hội thoại nói về tình yêu và nỗi đau buồn trong tình yêu:
It's like you're screaming but no one can hear. You almost feel ashamed that someone could be that important, that without them, you feel like nothing. No one will ever understand how much it hurts. You feel hopeless, like nothing can save you. And when it's over and it's gone, you almost wish that you could have all that bad stuff back so you can have the good.
Dịch nghĩa:
Điều đó giống như việc bạn đang la hét nhưng không ai có thể nghe bạn. Bạn cảm thấy xấu hổ khi một người nào đó rất quan trọng với bạn, đến nỗi nếu không có họ, bạn cảm thấy bạn chẳng là gì cả. Không ai sẽ bao giờ hiểu được nó đau đến mức nào. Bạn cảm thấy tuyệt vọng, giống như không có gì có thể cứu được bạn. Và khi điều đó đã kết thúc, bạn lại ước rằng bạn đã có thể sở hữu tất cả những thứ tồi tệ ấy để rồi bạn sẽ có được những thứ tốt đẹp.